# ゲイタイム
ゲイタイム (Gay Time) はイギリスで生産、調教された競走馬、種牡馬である。即位して間もないエリザベス女王の所有馬となって大レースで好走するも、優勝には手が届かなかった。引退後は戦後初の輸入種牡馬として日本に渡り、2頭の日本ダービー馬を代表に、数々の活躍馬を送り出した。

## 経歴
2歳から4歳（1951年 - 1953年）まで走り、17戦6勝。おもな勝利はリッチモンドステークス（現英G2）、ソラリオステークス（現英G3）、ゴードンステークス（現英G3）。

### 競走馬時代
ソールズベリーにドルイドロッジ厩舎（the Druid's Lodge stables）を構えるノエル・キャノン（Noel Cannon）調教師は、後世の大騎手レスター・ピゴットとは従兄弟にあたる。彼らの祖父は20世紀初頭のチャンピオンジョッキーであるアーネスト・ピゴットで、ノエル調教師と、12歳で騎手になったレスター・ピゴットは3世代も年が離れていた。
ゲイタイムはドルイドロッジ厩舎で調教を受け、2歳（1951年）の頃からリッチモンドステークスやソラリオステークスに勝った。翌1952年、4月末に行われたクラシック1戦目の2000ギニーではフランス馬サンダーヘッド（Thunderhead）が勝ち、サンダーヘッドはそのままフランスへ引き上げてしまったために、イギリスのクラシック戦線は混戦ムードになった。

#### 幻のダービー
それから3週後の5月21日に、ゲイタイムはソールズベリー競馬場で5頭立てのドルイドステークス（10ハロン≒2011メートル）を3馬身差で勝ち、ダービーへ向けてひそかに調子をあげた。サンダーヘッドがフランスで負けたので、5月28日のダービーでは、人気はアガ・カーンのタルヤーに集中した。まだ16歳で、ダービーに出場するのが2度目の若いピゴットが乗るゲイタイムは26倍と人気薄だった。
ソールズベリーでは先行策によって良績を残していたゲイタイムだったが、33頭も出走するダービーでは思ったような位置取りができず、道中は多くの不利を受けることになった。それでもタッテナムコーナーをまわり、最後の直線に入ると、ピゴット騎手はゲイタイムを外に持ち出すことに成功した。人気のタルヤーも直線半ばで先頭に立つ大勢だったが、外から追い込むゲイタイムの前方は開けており、ゴールまで残り1ハロン付近で完全にタルヤーとゲイタイムが抜けだした。先に抜けだして逃げこみをはかるタルヤーに対し、外から追い込むゲイタイムのほうが脚色がよく、ゲイタイムが勝ちそうになった。ところがあと1馬身差まで迫ったところで、先を行っていたタルヤーが疲れて右へ斜行し、ゲイタイムの走路を妨害した。両馬はそのままの体勢で、タルヤーのほうが3/4馬身だけ先にゴールに入った。しかしタルヤーの進路妨害は明らかだった。（実際の動画 - British Pathe The Derby 1952）
2位で入線したピゴット騎手も、タルヤーの進路妨害は重大で、異議を申し立てれば通るだろうと確信していた。レースを目の前で見ていた英国放送協会のピーター・オサリバンも、タルヤーは失格になり、若いダービージョッキーが誕生するのは間違いないとみていた。ところが、異議を申し立てようと焦ったピゴットはゴール直後にゲイタイムを止めようとしてバランスを崩し、落馬してしまった。放馬されたゲイタイムはそのまま走り去り、装鞍したまま、よその厩舎が立ち並ぶエリアまで逃げていってしまった。通りかかった厩務員がゲイタイムを取り押さえたが、まさかダービーに出走した馬がそのまま逃げてきたとは思わなかった。結局、ピゴットがゲイタイムと再会したのはゴールから20分以上も経ったあとで、それから戻って後検量を済ませた頃には1時間が過ぎていた。進路妨害の異議申立てを行うには完全に時機を逸しており、レースは入線順位通り確定した。
ダービー後にエリザベス女王の所有馬となり、ともにタルヤーに優勝をさらわれる形でキングジョージ6世&クイーンエリザベスステークス2着、セントレジャーステークス5着などの成績を収める。セントレジャー出走時にドンカスター競馬場を訪れたエリザベス女王の写真が新聞に掲載されている。4歳時も現役を続行したが、特筆すべき成績は残していない。

### 種牡馬時代
引退後はナショナルスタッドでの種牡馬入りが検討されたが、喉の疾患（喘鳴症）を理由に不適格とされる。この報告はゲイタイムの購入を検討していた日本政府にも伝えられたが、政府は種牡馬入りに対して問題視せず、日本へ輸出されることとなった。これらに関する質疑応答はイギリスの国会議事録に記録されている。
1953年12月に日本へ輸出。日本軽種馬協会で1954年から供用され、1957年に初年度産駒がデビュー。初年度産駒から3頭の重賞勝ち馬を送り出す順調なスタートを切り、1962年のフエアーウイン、1963年の二冠馬メイズイと、2年連続で産駒が日本ダービーを制している。メイズイが2400メートル以下で圧倒的な強さを誇ったように、産駒は中距離巧者が多く、天皇賞、菊花賞、有馬記念などの長距離の大レースを制することはできなかった。
1970年に死亡。多くの後継種牡馬を残したものの、内国産種牡馬が不遇であった時代背景を差し引いても、後継種牡馬全てを合わせても中央競馬の重賞を勝ったサラブレッド競走馬を1頭も出せないという失敗に終わる。その結果、ゲイタイムの父系は3代続くことなく断絶した。一方で、ブルードメアサイアーとしては有馬記念勝ち馬ヒカリデユールなどを輩出。メイズイの全姉メイワのひ孫に三冠馬ミスターシービーがいるなど、血統表にゲイタイムの名がある活躍馬は数多く見られる。また、日本ダービー2着のメジロオーがアングロアラブの大種牡馬スマノダイドウの母の父となったことから、ゲイタイムの血を引くアングロアラブは多かった。

## おもな産駒
※太字は現在のG1競走に相当するレースの勝ち馬
- 1955年生
  - エータイム（朝日チャレンジカップ、種牡馬）
  - タジマ（東京牝馬特別）
  - ホマレリュウ（宝塚杯）
- 1956年生
  - メイタイ（メイズイの全兄、スプリングステークス、皐月賞2着、安田記念2着、種牡馬）
  - ハマユー（オークス2着）
  - カネチカラ（金盃、ダイヤモンドステークス、日本ダービー2着、種牡馬）
- 1957年生
  - ヴアイオレツト[9]（カネチカラの全妹、東京牝馬特別、キヨフジ記念）
- 1958年生
  - メジロオー（日本ダービー2着、菊花賞2着、種牡馬）
  - グランドタイム（ダイヤモンドステークス、種牡馬）
- 1959年生
  - フエアーウイン（日本ダービー、種牡馬）
  - ナスノミドリ（中山記念、種牡馬）
  - リユウゼツト（大阪杯、クイーンステークス）
  - キクノハタ（東京牝馬特別）
  - アサマフジ（東京盃）
  - カツラエース（迎春賞）
- 1960年生
  - メイズイ（日本ダービー、皐月賞、スプリングステークス、スワンステークス、クモハタ記念、有馬記念2着、天皇賞〈春〉2着、種牡馬）
- 1961年生
  - フジイサミ[10]（日本経済賞、中山記念）
  - フラミンゴ（きさらぎ賞、桜花賞2着）
- 1963年生
  - タイヨウ（宝塚記念、中京大賞典、天皇賞〈春〉2着、種牡馬）
- 1964年生
  - ハクセンシヨウ（金鯱賞、新潟記念、福島記念、中日新聞杯、種牡馬）
- 1965年生
  - クリアヤメ（カブトヤマ記念）
- 1966年生
  - オオクラ（天皇賞〈春〉2着、種牡馬）
- 1967年生
  - ダイホウゲツ（中京記念）

### 母の父としてのおもな産駒
- ヒカリデユール（有馬記念、サンケイ大阪杯、朝日チャレンジカップ、東海桜花賞、天皇賞〈秋〉2着、種牡馬）
- トウコウエルザ（オークス、ビクトリアカップ、クイーンステークス）
- リニアクイン（オークス、金杯）
- ライジン（阪神3歳ステークス、種牡馬）
- ハマテツソ（目黒記念〈秋〉、京王杯オータムハンデキャップ、種牡馬）
- コウイチサブロウ（京都記念〈春〉、金杯、京阪杯）
- ホウウン（北九州記念、金杯）
- ダーリングヒメ（福島大賞典、七夕賞、グリーングラスの母）
- サンポウ（中日新聞杯）

## 血統表
| ゲイタイムの血統          | ゲイタイムの血統              | ゲイタイムの血統              | （血統表の出典）              | （血統表の出典） |
| 父系                      | ロックフェラ系                | ロックフェラ系                | ロックフェラ系                | [ § 2 ]          |
| 父 Rockefella 1941 黒鹿毛 | 父の父Hyperion 1930 栗毛      | Gainsborough                  | Bayardo                       | Bayardo          |
| 父 Rockefella 1941 黒鹿毛 | 父の父Hyperion 1930 栗毛      | Gainsborough                  | Rosedrop                      |                  |
| 父 Rockefella 1941 黒鹿毛 | 父の父Hyperion 1930 栗毛      | Selene                        | Chaucer                       | Chaucer          |
| 父 Rockefella 1941 黒鹿毛 | 父の父Hyperion 1930 栗毛      | Selene                        | Serenissima                   |                  |
| 父 Rockefella 1941 黒鹿毛 | 父の母Rockfel 1935 黒鹿毛     | Felstead                      | Spion Kop                     | Spion Kop        |
| 父 Rockefella 1941 黒鹿毛 | 父の母Rockfel 1935 黒鹿毛     | Felstead                      | Felkington                    |                  |
| 父 Rockefella 1941 黒鹿毛 | 父の母Rockfel 1935 黒鹿毛     | Rockliffe                     | Santorb                       | Santorb          |
| 父 Rockefella 1941 黒鹿毛 | 父の母Rockfel 1935 黒鹿毛     | Rockliffe                     | Sweet Rocket                  |                  |
| 母 Daring Miss 1939 栗毛  | 母の父Felicitation 1930 鹿毛  | Colorado                      | Phalaris                      | Phalaris         |
| 母 Daring Miss 1939 栗毛  | 母の父Felicitation 1930 鹿毛  | Colorado                      | Canyon                        |                  |
| 母 Daring Miss 1939 栗毛  | 母の父Felicitation 1930 鹿毛  | Felicita                      | Cantilever                    | Cantilever       |
| 母 Daring Miss 1939 栗毛  | 母の父Felicitation 1930 鹿毛  | Felicita                      | Best Wishes                   |                  |
| 母 Daring Miss 1939 栗毛  | 母の母Venturesome 1933 鹿毛   | Solario                       | Gainsborough                  | Gainsborough     |
| 母 Daring Miss 1939 栗毛  | 母の母Venturesome 1933 鹿毛   | Solario                       | Sun Worship                   |                  |
| 母 Daring Miss 1939 栗毛  | 母の母Venturesome 1933 鹿毛   | Orlass                        | Orby                          | Orby             |
| 母 Daring Miss 1939 栗毛  | 母の母Venturesome 1933 鹿毛   | Orlass                        | Simon Lass                    |                  |
| 母系(F-No.)               | (FN:21-a)                     | (FN:21-a)                     | (FN:21-a)                     | [ § 3 ]          |
| 5代内の近親交配           | Gainsborough 3×4、Chaucer 4×5 | Gainsborough 3×4、Chaucer 4×5 | Gainsborough 3×4、Chaucer 4×5 | [ § 4 ]          |
| 出典                      | 1. 2. 3. 4.                   | 1. 2. 3. 4.                   | 1. 2. 3. 4.                   | 1. 2. 3. 4.      |

- 全弟キヤツシアンドカリツヂ (Cash and Courage) はプリンセスオブウェールズステークス（現英G2）勝ち馬。引退後は種牡馬となり、1969年に日本へ輸出されたが、1970年の供用開始から間もなく死亡し、日本ではわずかな産駒しか残せなかった。
- 3代母Orlassの産駒に、戦前の日本を代表する種牡馬シアンモアがいる。また、ネヴアービート、ボールドアンドブレーヴ、テユデナムなどの日本で活躍した輸入種牡馬たちもOrlassの子孫である。そのほか同牝系の繁殖牝馬が数多く輸入されていて、そのうちの1頭であるマリアドロの孫にモンテプリンス、モンテフアストの全兄弟がいる。